# Sticherus lechleri
Sticherus lechleri är en ormbunkeart som först beskrevs av Georg Heinrich Mettenius och Oskar Kuhn, och fick sitt nu gällande namn av Takenoshin Nakai. Sticherus lechleri ingår i släktet Sticherus och familjen Gleicheniaceae. Inga underarter finns listade.